# Andrzej Jakimiec
Andrzej Jakimiec (ur. 24 maja 1948 w Wałbrzychu, zm. 17 czerwca 2014 w Łapach) – polski reżyser teatralny, kierownik literacki i dyrektor teatrów.

## Życiorys
Absolwent anglistyki na Uniwersytecie im. Adama Mickiewicza w Poznaniu oraz krakowskiej Państwowej Wyższej Szkoły Teatralnej im. Ludwika Solskiego. Pełnił obowiązki kierownika literackiego Teatru im. Wojciecha Bogusławskiego w Kaliszu (1973-1974), Teatru Dramatycznego im. Aleksandra Węgierki w Białymstoku (1976-1977), Teatru im. Ludwika Solskiego w Tarnowie (1979-1987), asystenta dyrektora w Teatrze Polskim w Poznaniu (1974-1976), Teatrze im. Juliusza Słowackiego w Krakowie (1979-1980) oraz dyrektora artystycznego Sceny Forum w Krakowie (1982-1985) i Teatru Dramatycznego im. Aleksandra Węgierki w Białymstoku (1987-1998).